# Low-Life
Low-Life è il terzo album discografico della band inglese New Order, pubblicato nel maggio 1985.

## Tracce
1. Love Vigilantes – 4:16
2. The Perfect Kiss – 4:51
3. This Time of Night – 4:45
4. Sunrise – 6:01
5. Elegia – 4:56
6. Sooner Than You Think – 5:12
7. Sub-culture – 4:58
8. Face Up – 5:02

CD bonus nella Collector's Edition
1. The Perfect Kiss (12" version) – 8:49
2. Sub-culture (John Robie Remix) – 7:26
3. Shellshock (Substance Edit) – 6:28
4. State of the Nation (12" version) – 7:55
5. Elegia (full version) – 17:28
6. Let's Go – 3:43
7. Salvation Theme – 2:16
8. Dub vulture – 7:56

## Formazione
New Order
- Bernard Sumner - voce, chitarre, melodica, sintetizzatore, programmazione, percussioni
- Peter Hook - basso, percussioni, cori (in This Time of Night)
- Stephen Morris - batteria, sintetizzatore, programmazione
- Gillian Gilbert - sintetizzatore, programmazione, chitarre

Tecnici
- New Order - produzione
- Michael Johnson - ingegneria
- Mark, Penny and Tim - operatori di registrazione